# بيلي بلنت
بيلي بلنت (بالإنجليزية: Billy Blunt)‏ (5 أغسطس 1886 في المملكة المتحدة - 1962) هو لاعب كرة قدم بريطاني (وحمل سابقاً جنسية المملكة المتحدة لبريطانيا العظمى وأيرلندا) في مركز الهجوم. لعب مع نادي بريستول روفيرز ووولفرهامبتون واندررز وستافورد رينجرز.